# Supernaut
«Supernaut» (с англ. — «Супернавт») — песня британской метал-группы Black Sabbath, пятая в трек-листе их четвёртого студийного альбома, выпущенного в 1972 году.
В интервью для журнала Q Бек назвал рифф «Supernaut» своим любимым, наравне с риффом песни Нейла Янга «Cinnamon Girl». Фрэнк Заппа и Джон Бонэм также называли «Supernaut» в числе любимых песен (в том числе в репертуаре Black Sabbath).
В своей книге Sabbath Bloody Sabbath Джоэл Макайвер пишет: «…две композиции — „Supernaut“ и „Snowblind“ — составляют ядро альбома. „Supernaut“ — быстрый рок-боевик, основанный на гармоничном риффе и звенящих тарелках Уорда. Беззаботные и чудноватые строки этой песни были явно навеяны кокаином, а в целом текст прекрасно гармонирует с фотографиями, напечатанными внутри буклета. На них видно Оззи, творящего на сцене различные безумства».
Во время исполнения на концертах песня часто удлинялась за счет добавления соло на ударных.

## Кавер 1000 Homo DJs
В 1990 году участниками группы Ministry в своем альтернативном проекте 1000 Homo DJs был записан кавер песни, включенный в одноимённый сингл. Первоначально партию вокала для этого кавера записал фронтмен группы Nine Inch Nails Трент Резнор, однако компания TVT Records, у которой был с ним контракт, запретила его участие в этом проекте. Были распространены слухи, что после этого Эл Йоргенсен замаскировал вокал Резнора с помощью эффекта дисторшн и выпустил в таком виде. Этот слух опровергли и Йоргенсен и Резнор. В 1992 году, говоря о «Supernaut» в интервью сервису Prodigy, Резнор говорит, что в конце концов он попросил переделывать всё без его участия. Йоргенсен сделал такое же заявление в 2003 году.
Позднее, в 1994 году, оригинальная версия с участием Резнора была выпущена на альбоме Black Box — Wax Trax! Records: The First 13 Years.

### Список композиций
12" сингл
1. «Supernaut» — 6:42
2. «Hey Asshole» — 8:09

CD
1. «Supernaut» — 6:42
2. «Hey Asshole» — 8:09
3. «Apathy» — 4:36
4. «Better Ways» — 5:23

## Другие кавер-версии
- Coalesce — в 2007 году на переиздании трибьюта группе Led Zeppelin под названием There is Nothing New Under the Sun и на трибюте группе Black Sabbath In These Black Days: Vol. 3. выпущенном компанией Hydra Head Records.
- Ministry исполняли песню в 1992 году во время тура в поддержку Psalm 69[11] и записали для сборника Cover Up[12].
- O’Connor (Аргентина) — альбом Hay un Lugar (1999).
- Turisas записали кавер для сборника каверов журнала Metal Hammer.
- участники Los Coronas и Arizona Baby записали кавер в 2011 году для концертного альбома Dos Bandas y un Destino.[13]

## Участники записи
- Оззи Осборн — вокал;
- Тони Айомми — гитара, электропианино, меллотрон;
- Гизер Батлер — бас-гитара, меллотрон;
- Билл Уорд — ударные;
- Колин Колдуэлл и Вик Смит[англ.] — звукоинженеры;
- Патрик Михен — продюсер.